# 須貝英大
須貝 英大（すがい ひでひろ、1998年10月27日 - ）は、山梨県中央市出身のプロサッカー選手。 Jリーグ・京都サンガF.C.所属。 ポジションはディフェンダー（DF）。

## 略歴

### プロ入り前
浜松開誠館高校を経て、卒業後は明治大学に進学。2017年9月、チームメイトの住永翔と共に、アジア大学サッカートーナメントに参加するU-19全日本大学選抜のメンバーに選出された。2020年度はチームキャプテンを務め、関東リーグ1部連覇に貢献した。

### ヴァンフォーレ甲府
2020年7月にはジュビロ磐田が獲得に乗り出しているとも報じられたが、8月20日に2021シーズンからのヴァンフォーレ加入内定が発表された。9月11日にはJFA・Jリーグ特別指定選手に承認され、同月26日のJ2第22節・アルビレックス新潟戦でスタメン出場しJリーグデビューを果たした。2021年に正式加入。10月17日、J2第34節のツエーゲン金沢戦でプロ初ゴールを決めた。

### 鹿島アントラーズ
2023年7月25日、鹿島アントラーズに完全移籍で加入することが発表された。これに関して、ヴァンフォーレの社長は「J1昇格、連覇を狙う天皇杯、そして初のACLに備え、昨シーズンに続き主将で且つ中心選手の途中離脱は絶対に避けたいとの思いから慰留に努めたが、誠に遺憾ながら今回の結果を受け入れなければならず、皆様方の思いを繋ぎ止めることが出来なかったことに対し、クラブを代表して心からお詫びを申し上げなければならない。しかし、「新たなサッカー人生の一歩を踏み出すことへの勇気」にエールを送って頂き、引き続き今後のチームに大いなる活力をお与え下さえれば幸いだ」などとコメントした。

### 京都サンガF.C.
2024年12月27日、 京都サンガF.C.に完全移籍で加入することが発表された。

## 所属クラブ
- 2007年 - 2010年 フォルトゥナSC ジュニア（中央市立三村小学校）
- 2011年 - 2013年 フォルトゥナSC ジュニアユース（中央市立玉穂中学校）
- 2014年 - 2016年 浜松開誠館高等学校
- 2017年 - 2020年 明治大学
  - 2020年  ヴァンフォーレ甲府（特別指定選手）
- 2021年 - 2023年7月  ヴァンフォーレ甲府
- 2023年7月 - 2024年  鹿島アントラーズ
- 2025年 -  京都サンガF.C.

## 個人成績
| 国内大会個人成績 | 国内大会個人成績 | 国内大会個人成績 | 国内大会個人成績 | 国内大会個人成績 | 国内大会個人成績 | 国内大会個人成績 | 国内大会個人成績 | 国内大会個人成績 | 国内大会個人成績 | 国内大会個人成績 | 国内大会個人成績 |
| 年度             | クラブ           | 背番号           | リーグ           | リーグ戦         | リーグ戦         | リーグ杯         | リーグ杯         | オープン杯       | オープン杯       | 期間通算         | 期間通算         |
| 年度             | クラブ           | 背番号           | リーグ           | 出場             | 得点             | 出場             | 得点             | 出場             | 得点             | 出場             | 得点             |
| 日本             | 日本             | 日本             | 日本             | リーグ戦         | リーグ戦         | リーグ杯         | リーグ杯         | 天皇杯           | 天皇杯           | 期間通算         | 期間通算         |
| ---------------- | ---------------- | ---------------- | ---------------- | ---------------- | ---------------- | ---------------- | ---------------- | ---------------- | ---------------- | ---------------- | ---------------- |
| 2019             | 明大             | 5                | -                | -                | -                | -                | -                | 2                | 0                | 2                | 0                |
| 2020             | 甲府             | 38               | J2               | 2                | 0                | -                | -                | -                | -                | 2                | 0                |
| 2021             | 甲府             | 2                | J2               | 18               | 1                | -                | -                | 0                | 0                | 18               | 1                |
| 2022             | 甲府             | 2                | J2               | 41               | 5                | -                | -                | 5                | 0                | 46               | 5                |
| 2023             | 甲府             | 2                | J2               | 26               | 3                | -                | -                | 2                | 0                | 28               | 3                |
| 2023             | 鹿島             | 16               | J1               | 8                | 0                | 1                | 0                | -                | -                | 9                | 0                |
| 2024             | 鹿島             | 16               | J1               | 13               | 0                | 2                | 0                | 3                | 0                | 18               | 0                |
| 2025             | 京都             | 22               | J1               |                  |                  |                  |                  |                  |                  |                  |                  |
| 通算             | 日本             | 日本             | J1               | 21               | 0                | 3                | 0                | 3                | 0                | 27               | 0                |
| 通算             | 日本             | 日本             | J2               | 87               | 9                | -                | -                | 7                | 0                | 94               | 9                |
| 通算             | 日本             | 日本             | 他               | -                | -                | -                | -                | 2                | 0                | 2                | 0                |
| 総通算           | 総通算           | 総通算           | 総通算           | 108              | 9                | 3                | 0                | 12               | 0                | 123              | 9                |

- 2020年は特別指定選手

そのほかの公式戦
- 2023年
  - スーパーカップ 1試合0得点

## タイトル

### クラブ
明治大学
- 関東大学サッカーリーグ戦（2020年）

ヴァンフォーレ甲府
- 天皇杯 JFA 全日本サッカー選手権大会：1回（2022年）

### 個人
- 関東大学サッカーリーグ戦・ベストイレブン（2020年）

## 代表歴
- 2017年 U-19全日本大学選抜

## 私生活
須貝英大は私生活においても多彩な趣味を持っており、旅行・キャンプ・カメラを愛好している。また漫画では『ONE PIECE』、YouTubeでは「ESPOIR TRIBE」を好むと公言し、音楽アーティストとして平井大を挙げている。さらに、好物としてエビを好むことも明かしている。
2024年2月には第一子の男児が誕生し、須貝は「妻に感謝し、家族全員で力を合わせて頑張る」とコメントしている。
また、好物や趣味を通じた交流も多く、エビ好きエピソードなどはファンとのコミュニケーションにも活用されている。